# Саванка
Саванка — река в России, протекает в Сандовском районе Тверской области. Устье реки находится в 13 км по правому берегу реки Ратыня. Длина реки составляет 34 км, площадь водосборного бассейна — 141 км². 
У истока на реке стоит деревня Саваны Соболинского сельского поселения, ниже река течёт по территории Лукинского сельского поселения, по берегам стоят деревни Погорелка, Кресты, Борок, село Лукино, деревни Петровское, Гавриловское и Аннинское.

## Данные водного реестра
По данным государственного водного реестра России относится к Верхневолжскому бассейновому округу, водохозяйственный участок реки — Молога от истока и до устья, речной подбассейн реки — Реки бассейна Рыбинского водохранилища. Речной бассейн реки — (Верхняя) Волга до Куйбышевского водохранилища (без бассейна Оки).
По данным геоинформационной системы водохозяйственного районирования территории РФ, подготовленной Федеральным агентством водных ресурсов:
- Код водного объекта в государственном водном реестре — 08010200112110000006146
- Код по гидрологической изученности (ГИ) — 110000614
- Код бассейна — 08.01.02.001
- Номер тома по ГИ — 10
- Выпуск по ГИ — 0